# Inmigración china en el Perú
Entre los siglos XIX y XX, la población china en el Perú en sus inicios se concentró en los valles costeños, a lo largo del Ferrocarril Central (Lima–La Oroya–Huancayo) en la sierra central, y la selva central andino-amazónica (Chanchamayo). Posteriormente la inmigración alcanzó diversas zonas en el país, convirtiéndose en la colonia de asiáticos más numerosa en el territorio nacional y cuyo aporte es considerado influyente, tanto en la composición étnica como en diversas áreas de la cultura peruana. Otro grupo de colonos chinos llegaron después de la fundación de la República de China en 1912, la Segunda Guerra Mundial y el establecimiento de la República Popular China en 1949. Ya para 1957, los hablantes del chino cantonés representaban el 85% del total, el resto eran hablantes del chino hakka.

## Historia

### Antecedentes
Durante el Virreinato del Perú hubo una pequeña migración china a través de la colonia china en la Capitanía General de Filipinas (posesión de la Nueva España), con la cual los llamados “indios chinos” migraban a otras partes del Imperio español, asentándose algunos en la costa peruana. La única referencia documental que se ha conservado sobre la comunidad china de la época es el censo de 1613 (las demás referencias solo serían por particulares).
Entre estos migrantes chinos de la época virreinal, destacarían personajes como:
- Andrés Pérez: Era un "indio de la China" que llegó al Perú a finales del siglo XVI. Estaba casado con la "india china" Isabel Mejia, con la que tuvo 3 hijos: Francisco, Andrés y María Pérez Mejia. Andrés Pérez tenía una tienda y una casa en la calle de Los Mercaderes, frente a La Encarnación.
- Andrés Tacotán: Era un "indio de la China" que llegó al Perú en 1610, "dijo serlo de la China y natural del pueblo de Penaqui cerca de la ciudad de Manila". Era un abridor de cuellos y oficial soletero. Además, tenía "casa y tienda en esta ciudad", en la calle de Las Descalzas.

Se sabe además que, durante la época virreinal, las porcelanas chinas eran utensilios exóticos de lujo que solo las familias más adineradas de la ciudad podían conseguir. En el Museo del Sitio Bodega y Cuadra de Lima se conservan piezas chinas que datan de los siglos XVI-XVIII.

"Las mercaderías de China que vienen a estos Reinos y al Perú entendemos que causan mucho daño a los reales derechos porque como de allí se traen especial cosas... a muy baratos precios sin llevar otra cosa".
Miguel Ruiz, 1591

"la ciudad de Lima como las demás partes están llenas de mercaderías de China en tiendas públicas con harta publicidad".
Francisco Valverde, 1609

"La llamada "contratación de la China" entre el Perú y Nueva España fue lo que provocó que Portobelo sufriera una crisis económica en el siglo XVII".
E. Tang, 1997

### Inicios–1850

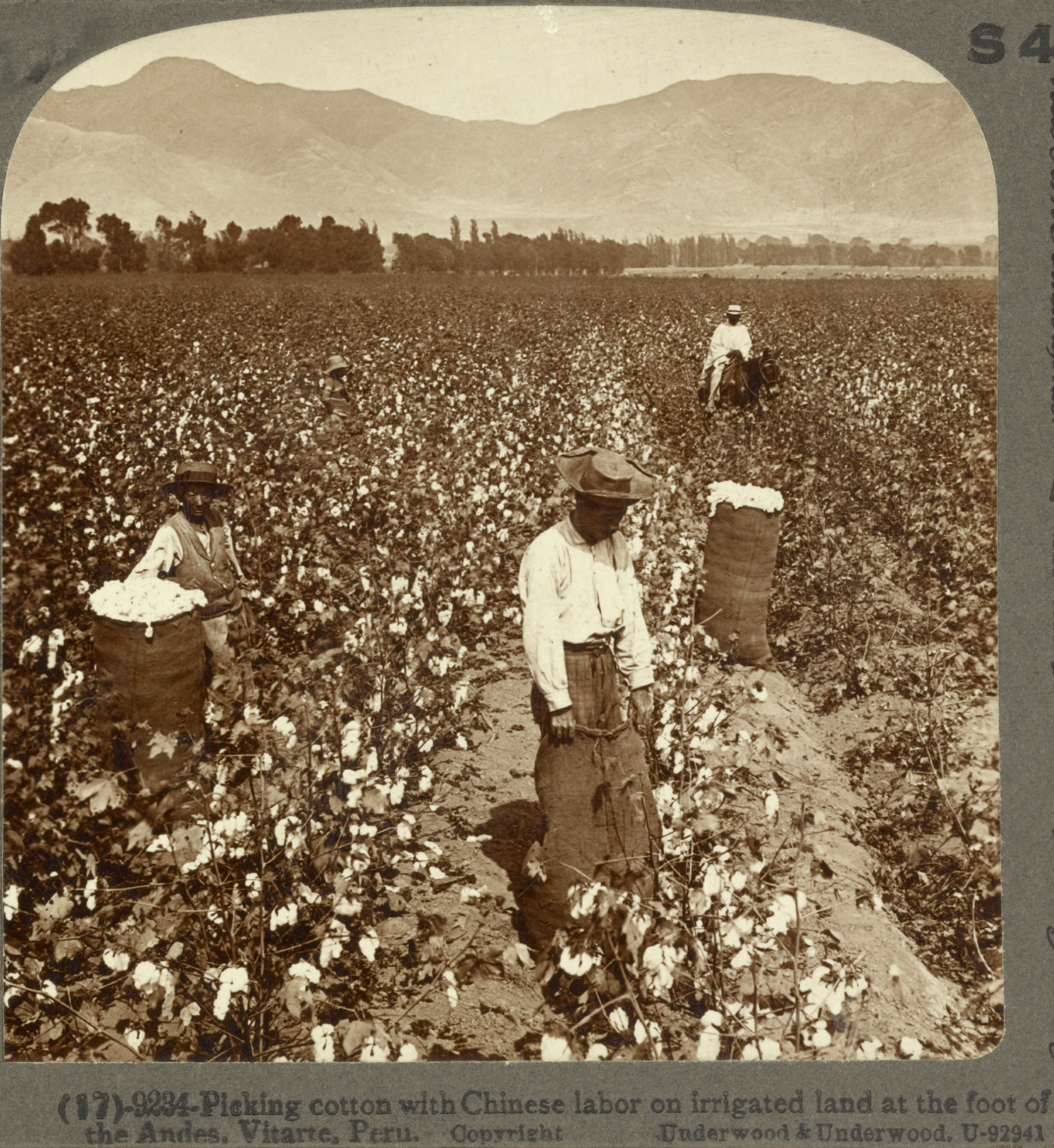
Inmigrantes chinos trabajando en el cultivo de algodón (1890).

#### Los inicios
Los inmigrantes chinos en el siglo XIX (1849) realizaban un viaje de cuatro meses desde los puertos de Macao (territorio portugués en aquel entonces) o Hong Kong, y se asentaron como peones contratados o culí. Provinieron sobre todo de Macao, Hong Kong y Cantón. Además hubo culíes que provinieron de Fujian.
Cien mil trabajadores del sur de China, donde el 95% eran cantoneses y la mayoría hombres, fueron contratados entre 1849 a 1874. En el gobierno de Ramón Castilla se organizó la creación de la comisión para la creación del reglamento de la Policía Rural, liderada por Manuel Pardo y Lavalle y Antonio Salinas y Castañeda, fomentó el arribo de los trabajadores chinos para reemplazar la mano de obra esclava. Aunque se considera que algunos culíes fueron virtualmente reducidos a tareas domésticas o servidumbre, ellos también representan una transición histórica de los esclavos a los trabajadores libres.
Trabajaron principalmente en tres sectores económicos. Primero, fueron enviados a las plantaciones de azúcar. Segundo, trabajaron en las minas costeras de guano, donde se convirtieron en una mano de obra importante (que contribuye en gran medida al auge del guano del Perú) hasta el final del siglo. Tercero, fueron contratados para la construcción del Ferrocarril Central del Perú en la Sierra Central, donde miles de chinos construyeron esta importante infraestructura de transporte. Una vez culminado el contrato, muchos chinos se asentaron en el barrio chino de Lima (también conocido como la Calle Capón, que se convirtió en uno de los primeros barrios chinos en el Hemisferio occidental), se integraron en las comunidades campesinas de la sierra central o se fueron a la selva central, donde fundaron colonias chinas. Algunos culíes (e inmigrantes posteriores) establecieron muchos pequeños negocios. Esto incluye a los restaurantes chifas (derivada de la palabra chi fan que significa "cocinar" o literalmente "chi = cocinar, fan = arroz" en el dialecto Chino Toisanés (o Taisanés) ya que la gran mayoría de los inmigrantes eran de la región de Toisan (Taishan) en Cantón, China. Estos inmigrantes eran de procedencia rural por lo que sólo dominaban su propio dialecto local, hablaban el dialecto Chino Cantonés con acento y definitivamente no dominaba el Chino Mandarín.
Aparte, a finales de 1860 se comenzó el asentamiento de los comerciantes chinos de California en el barrio comercial de La Concepción. Es en este periodo donde se evidencia la creación de grandes importadoras de bienes provenientes de China y Norteamérica. Estos negocios fueron los importadores de productos manufacturados chinos y comida. Una de estas fue “La Casa Win On Chong” que vendía ingredientes especiales a los dueños de chifas. Los chinos trabajaban como peones para los grandes señores.
Tenían que firmar un contrato de 8,10, o 14 años trabajando.

#### La Guerra del Pacífico
Durante el conflicto armado entre peruanos y chilenos algunos culíes se unieron al ejército chileno bajo la promesa de revertir su situación de esclavitud. Uno de estos fue el líder Liu Sin Shin o Quintín Quintana, quien entregó información al servicio secreto chileno mientras lideraba a los chinos que se habían rebelado y huido de las plantaciones de la costa peruana.

“He vivido durante veinte años en el Perú; he conseguido por mi trabajo y acierto, los medios de vivir; los caballeros se han portado bien conmigo y mi familia; no tengo ningún odio personal; pero me lleva a sacrificar mi fortuna y hacer lo que hago, mi cariño por estos infelices cuyos sufrimientos no podría nadie imaginar. Hay aquí hermanos que durante ocho años han estado cargados de cadenas sin ver el sol, y los demás han trabajado como esclavos. No quiero para ellos nada más que la comida y la seguridad de que no sean abandonados en esta tierra maldita”
Liu Sin Shin, XIX

No obstante, cuando se entró a la capital, los chilenos atacaron a los dueños de negocios chinos en el mercado de La Concepción generando la necesidad de cooperación para defender sus derechos y demostrar que estaban dispuestos a integrase a la sociedad peruana. Es por estos sucesos que se creó una asociación federada, el Tonghuy Chongkoc, con el apoyo del primer embajador de China, Wong Kay Sam.
Con el fin de la guerra entre Perú y Chile (1884), el barrio estaba en una mala condición dado que sufrió particularmente de las demandas de los ocupantes chilenos. Los mercados en quiebra fueron vaciados por los comerciantes, las rentas en todos lados fueron muy altas, los vendedores ambulantes estaban fuera de control, invadiendo las cuadras de las calles aledañas en una frecuencia creciente. Solo unas cuantas grandes empresas como las compañías comerciales, Wing On Chong y Pow Lung, sobrevivieron a la crisis. Aprovecharon la oportunidad de adquirir los sitios vacantes para incrementar el número de los almacenes y puntos de ventas. Esta resistencia frente a la crisis y el control de la distribución de los productos necesarios por los negocios chinos de pequeña escala afectaron la relación entre los chinos y los peruanos. A vista de la creciente hostilidad hacia los chinos y la inhabilidad de las autoridades peruanas para controlar los crecientes números de inmigrantes, el gobierno optó a medidas que agraviaban las condiciones de la clase laboral y los dueños de pequeñas tiendas.

#### La fase anti-asiática
En 1918, las clases bajas de Lima, influenciadas por los sindicatos, rechazaron a los asiáticos y su barrio. No obstante, los intelectuales, aunque apoyaran los movimientos sociales, tenían una diferente percepción del barrio, gracias a la comida chifa. Esta era la paradoja de una ciudad complicada e insaciable, a pesar de las crecientes demostraciones anti-asiáticas se generó un afecto por el barrio por su atractivo exótico que había sido descubierto recientemente. Se rechazaba a la sociedad china por sus integrantes, pero se valoraba los elementos culturales, especialmente la gastronomía, por los aportes nunca antes vistos en la sociedad peruana.

### 1950–hoy

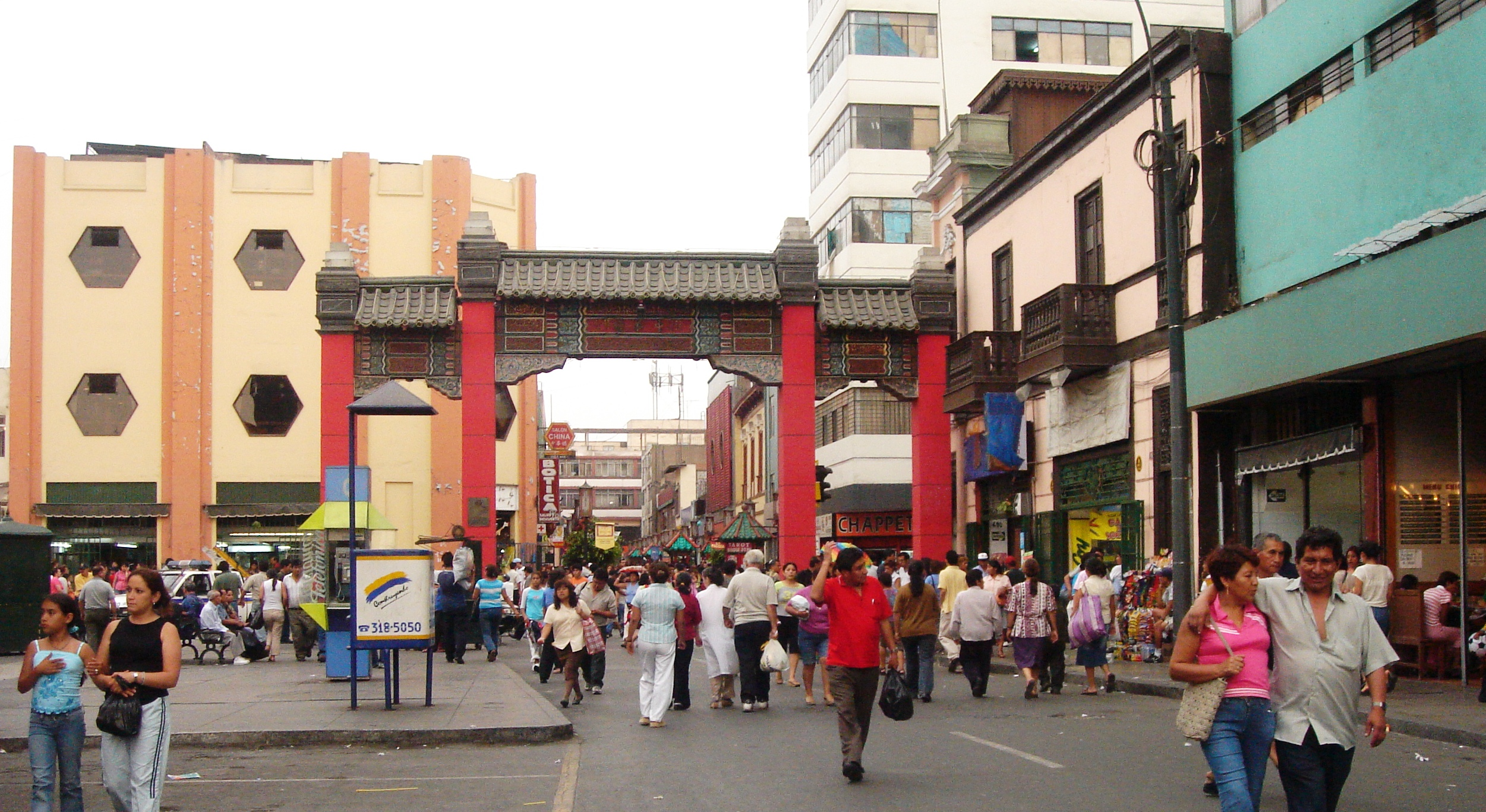
El Arco Chino del barrio chino de Lima

Después de la dictadura militar de Velasco Alvarado de 1968, algunos de los empresarios ricos emigraron a Estados Unidos y Canadá por temor a las políticas de tendencia socialista del régimen. Estas acciones dejó a una población desorientada política y culturalmente. Además, el gobierno de facto decretó al barrio como «insalubre» y ordenó a los habitantes a desalojarlo. Aquellos que se quedaron, al tener un apego por los templos, clubes e instituciones que conformaban la zona, tuvieron una vida difícil. Los jóvenes y los descendientes de inmigrantes chinos recientes buscaban irse del barrio para demarcar su creciente estatus social y para aproximarse a las nuevas escuelas privadas sinoperuanas y los nuevos clubes que se trasladaron a nuevas zonas residenciales como el distrito de San Borja. Esta separación, la cual golpeó a las bases de la educación, religión y políticas de la comunidad, apuntó en parte a extraer a los tusanes convertidos e emigrantes chinos del barrio con la promesa de una educación con el chino como lenguaje de enseñanza, la continuación de las prácticas chinas y la garantía de la identidad.
Recientes inmigrantes chinos llegaron desde Hong Kong y Macao al Perú tras la devolución de estas colonias por parte de Gran Bretaña y Portugal a la República Popular China en 1997 y 1999, respectivamente, por el miedo y la incertidumbre de un eventual gobierno del Partido Comunista Chino (PCCh). Otros inmigrantes llegaron al país de diversas partes de China continental, Taiwán y comunidades sinodescendientes del Sudeste Asiático de países como Malasia, Indonesia y Singapur. Muchos sinoindonesios y sinomalayos emigraron tras los disturbios y masacres sinofóbicas en esos países durante las décadas de 1960, 1970 y finales de 1990. Estos últimos inmigrantes chinos hacen de Perú el hogar de la comunidad sinodescendiente más grande de América Latina. En el Perú, al menos el 10% de la población tiene origen chino, considerando al menos 6 generaciones de descendientes.

## Rol en la economía actual
El caso más destacable es la cadena de supermercados de Wong y Metro, la primera fundada en 1942 por Erasmo Wong Chiang que luego fue adquirida junto con la segunda por Cencosud. Posteriormente su hijo operaría los centros comerciales Plaza Norte y Mall del Sur. Otra cadena de supermercados especializada en productos chinos es Hong Kong Market, fundado por un inmigrante cantonés en 1966.
Otras influencias en la economía son Tai Loy (útiles, artículos de oficina, juguetes) y Lau Chun creadas alrededor de 1970 por sino-peruanos de segunda y tercera generación. Además de compañías como SamCorp que cubre distintos rubros como la elaboración de alimentos, bienes raíces, comerciales de TV y radio y entretenimiento, aparte de su operación inicial, productos de plástico.

## La gastronomía chifa

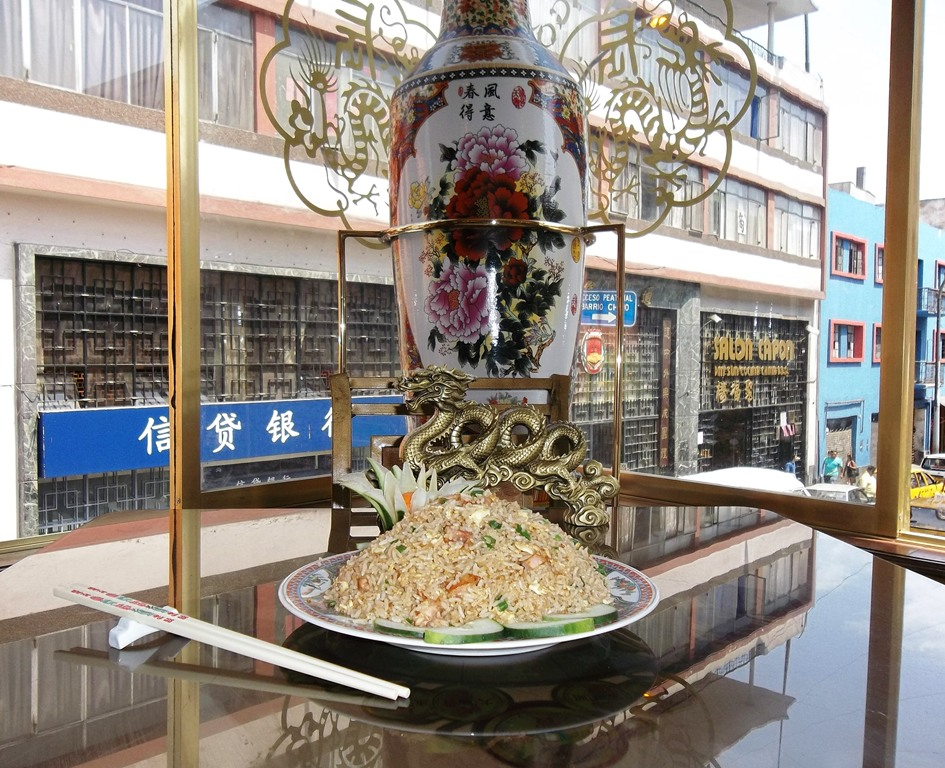
La inmigración china en el Perú, culturalmente fue de rasgos singulares por su adaptación y transformación en la cultura popular peruana. Un plato de arroz chaufa en el tradicional chifa Ton Kin Sen del Barrio Chino de Lima.

La comida chifa es la comida de origen extranjero más popular que existe en el Perú. Es producto de la adaptación de la milenaria comida china. «Chifa» es fruto de la combinación de los vocablos  “chī” (吃, comer) y “fàn” (饭, arroz). La cocina china empezó a asentarse en el país con el surgimiento de establecimientos y pequeños negocios familiares que vendían productos y comida procedente de los inmigrantes chinos.
La historia de la comida chifa tiene su origen con la llegada al Perú de los primeros trabajadores chinos en octubre de 1849, provenientes de la región de Cantón. Al inicio, la comida no era apreciada entre la clase media y alta, ya que era frecuentada únicamente por gente pobre debido a que era barata y muy agradable. Sin embargo, poco a poco las clases altas del país incorporaron en sus cocinas productos típicos como el jengibre, la salsa de soja, la cebolleta china o la col china. Es así que la comida chifa se hizo popular y de alto consumo, posteriormente en la capital y departamentos del país surgieron locales que vendían este tipo de comidas, los cuales también se denominan "chifas". 
En la actualidad, la cocina chifa forma parte integral de la identidad gastronómica del Perú. Se estima que anualmente en el país, se abren alrededor de diez mil restaurantes "chifa".

## Identidad

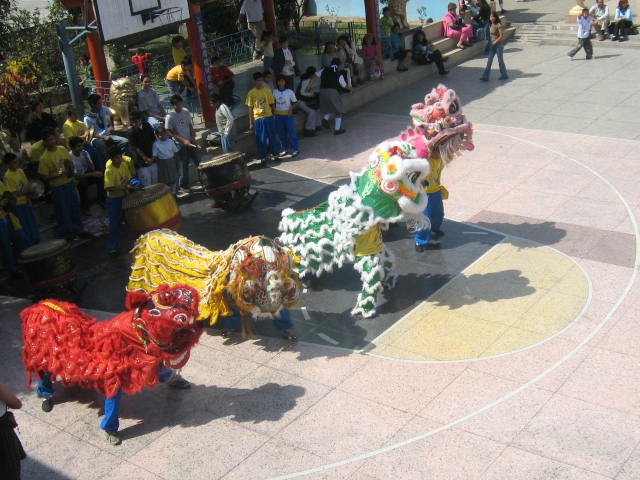
Colectividad China del Perú - Danza del León

Los peruanos chinos o sinoperuanos, también conocidos como tusán (una palabra tomada del chino 土生, pinyin: tǔ shēng, jyutping: tou2 saang1, «nacido local») son las personas de origen chino nacidos en el Perú, o que han hecho del Perú su patria adoptiva. Después de que el contrato de los culíes terminara, varios de estos primeros inmigrantes adoptaban el apellido de su patrón (una de las razones por la que muchos peruanos-chinos llevan apellidos españoles). 

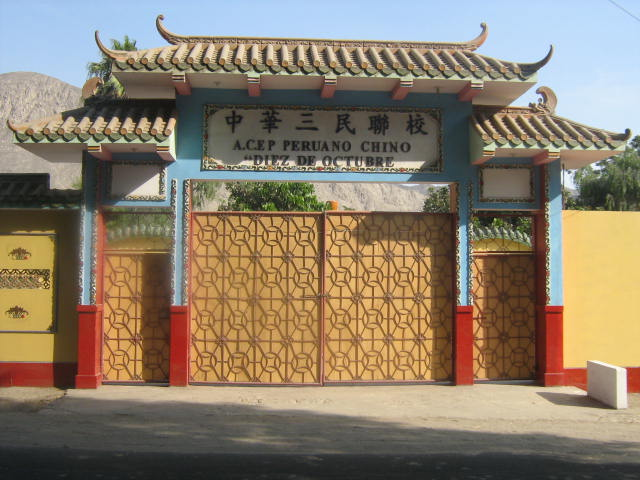
El frontis del C.E.P. Colegio Peruano Chino Diez de Octubre.

Algunos culíes se casaron con mujeres peruanas y muchos peruanos-chinos hoy en día son de ascendencia mixta.
Muchos de ellos son multilingües. Además del castellano y su lengua natal, muchos también dominan uno o más dialectos chinos, que incluye el cantonés, hakka, mandarín y min nan. En Perú, los peruanos asiáticos son un estimado de entre el 9% al 10% de la población.
En el ámbito social y cultural, es posible encontrar múltiples organizaciones chino-peruanas que han surgido a lo largo de los años, instituciones educativas como el Colegio Peruano Chino Diez de Octubre y el Colegio Juan XXIII de otra índole como la Sociedad de Beneficencia China (Tonghui Chongkoc), el Centro Cultural Chino (CCPCH), la Asociación Peruano China (APCH), la Sociedad Tung Sing (Tungshing) o la Sociedad Central de la Colonia China, etc. La comunidad china peruana emite dos periódicos: La Voz de la Colonia China y el Man Chin Po, el diario chino más antiguo de América.
En el ámbito religioso, la mayoría de los chino-peruanos profesan el cristianismo en sus diferentes confesiones. Históricamente, en la ciudad de Lima los chinos católicos han acudido a la Iglesia San Felipe Apóstol, en el distrito de San Isidro.